# Centrum Informatyki i Łączności Obrony Narodowej

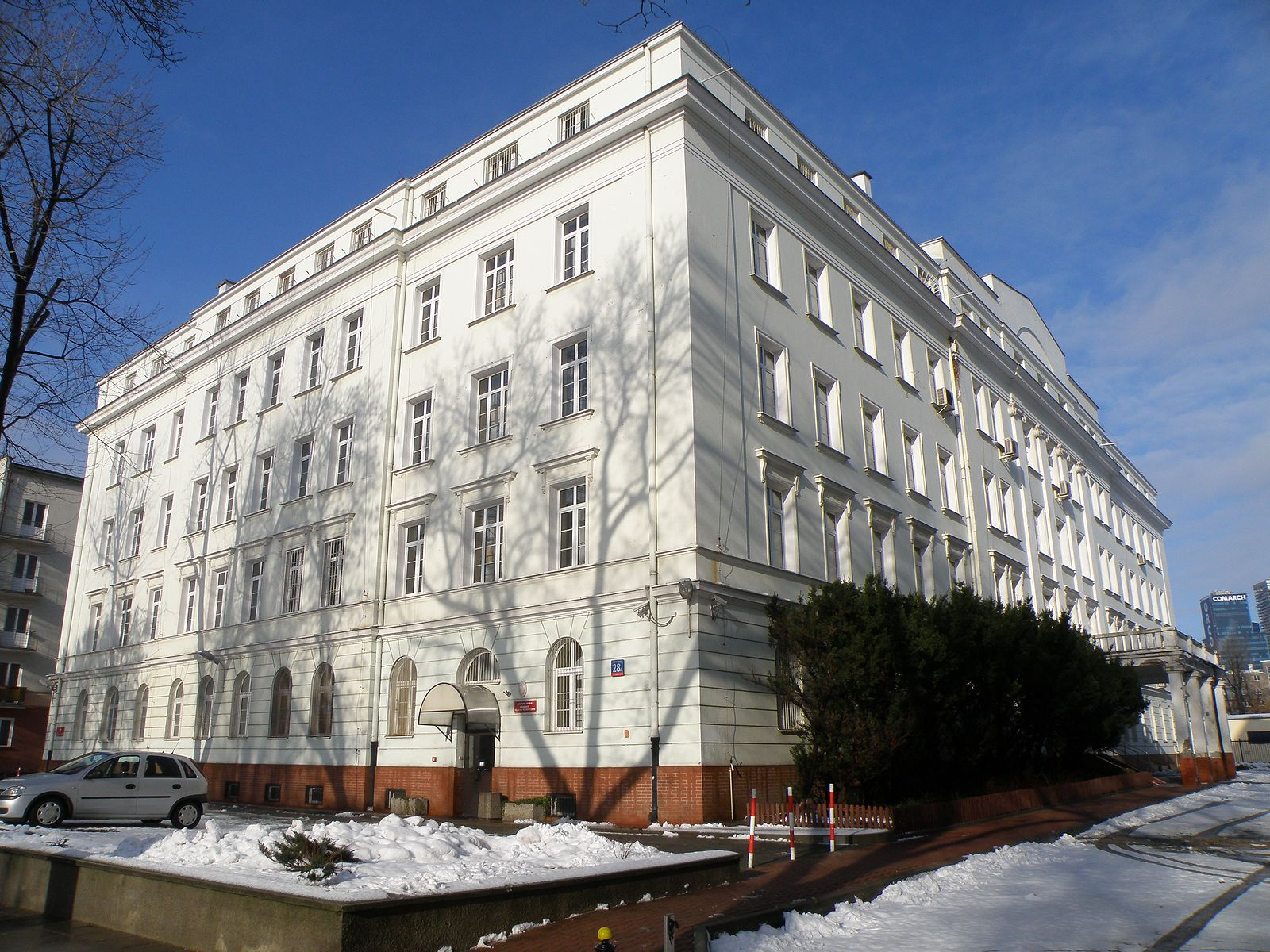
Resortowe Centrum Zarządzania Projektami Informatycznymi, ul. Nowowiejska 28a w Warszawie

Centrum Informatyki i Łączności Obrony Narodowej jest jednostką organizacyjną właściwą w zakresie prowadzenia prac analityczno-studyjnych i projektowo-wdrożeniowych systemów teleinformatycznych polskiego Ministerstwa Obrony Narodowej, eksploatacji systemów teleinformatycznych na szczeblu centralnym, szkolenia specjalistycznego w zakresie teleinformatyki, a także opracowywania dokumentów w zakresie standardów oraz wykorzystania nowoczesnych technologii informatycznych.
Główne zadania centrum koncentrują się na przedsięwzięciach:
- projektowo-programowych
- wdrożeniowo-eksploatacyjnych
- badawczo-rozwojowych
- szkoleniowych

Centrum Informatyki i Łączności Obrony Narodowej funkcjonujące od 1 stycznia 2003 r. utworzono decyzją Ministra Obrony Narodowej Nr 51/Org./P5 z dnia 19 czerwca 2002 r.
Od dnia 01.04.2011 następcą prawnym Centrum Informatyki i Łączności Obrony Narodowej jest Resortowe Centrum Zarządzania Projektami Informatycznymi z siedzibą w Warszawie przy ul. Nowowiejskiej 28a.